# Tříkolka Walter
Tříkolky (též označované jako tricar, tricykl, cyclecar, trimobil) byla tříkolová vozidla, která Josef Walter (1873–1950) vyráběl v letech 1910–1914. Tříkolky Walter se dočkaly značné obliby nejenom v Čechách, ale staly i dobrým vývozním artiklem do ostatních zemí Rakouska-Uherska, ale i na Balkán (Srbsko), do Německa a do carského Ruska. Měly mnohem šťastnější koncepci, než tehdy jim konkurující německé značky Ekamobil Berlin, Phänomen Zittau (Phänomobil) či Cyklon Maschinenfabrik Berlin (Cyklonette).

## Vznik a vývoj
S konstrukcí prvního motorového kola Josef Walter započal v roce 1900, ale dokončeno bylo až v roce 1902. Mělo jednoválcový motor o objemu 299 cm³ a výkon 2 k/1,5 kW. Tento typ získal stříbrnou medaili průmyslové jednoty na Jarní hospodářské výstavě konané v Praze v roce 1903. V letech 1902–1914 vyráběl Walter jednoválcové (Typ A), dvouválcové (Typ B) motocykly, motorové tříkolky (typy C a D). Také vyráběl a prodával motocykly typu B s postranním vozíkem (se sajdkárou). Tříkolky byly vyráběny v dílnách ve smíchovské ulici Na Zatlance č.p. 1120, kam dílnu do nových prostor o ploše dílen a kanceláří 350 m2, přestěhoval v roce 1905. Neoficiálně byla výroba tříkolek zahájena v roce 1905, kdy Walter představil motocykl Typ B s přívěsným vozíkem. Základem stroje byl dvouválec s vidlicovým uspořádáním o výkonu 4,4 kW/6 k a zdvihovým objemem 500 cm³, který byl pro použití na motocyklech Walter ve výrobě od roku 1905. Na něm Walter nově vyřešil přesnost zapalování použitím excentrických kol rozvodu. Od roku 1908 byly tyto stroje vybaveny novými motory o objemu 750 cm³ (vrtání 75 mm, zdvih 85 mm) již s válečkovým řetězem místo řemenu a v zadním náboji byla již namontována vypínací lamelová spojka, což významně usnadnilo startování. O dva roky později (1910) představil Walter na Pražské automobilní výstavě již skutečnou tříkolku s pákovým řízením, Typ C2.
U zrodu tříkolky byl i tehdejší učedník Jindřich Knapp. Večer po práci k Waltrům (Josef Walter zaměstnal i svého bratra Antonína) chodil od Ringhofferů konstruktér, inženýr Plocek, který se s panem Waltrem nad kreslícím prknem nejednou přel, než pak Walter něco nakreslil. Když byla tříkolka vyrobena a smontována dostal Knapp čestný úkol klikou nahodit motor. Motor okamžitě naskočil a sám Josef Walter ji ještě v dílně rozjel. Pak vzal za brzdu a ono nic! Nezastavitelná tříkolka vybourala dveře do vedlejší dílny. V tom chvatu totiž zapomněli montéři připojit lanka brzd. A tak padla vrata a přední kolo tříkolky se změnilo v osmičku. Když byla první tříkolka opravena a vypulírována zakoupil ji jistý pan Endel, kadeřník z Malé Strany. Tříkolky rychle našly oblibu i v armádních kruzích. V neděli 10. července 1910 se konala Cvičební jízda dobrovolného sboru motocyklistů z Prahy do Dobříše. Podnět k této jízdě dal velitel skupiny při 8. sborovém velitelství. V kategorii tříkolek zvítězil Endel, kadeřník z Malé Strany a v motocyklech s přívěsem G. Macha (oba na strojích Walter).
Díky úspěšnému prodeji a úspěchům na poli sportovním modernizuje tříkolku na typ C4, staví nákladní verzi CN. V roce 1911 je založena společnost s ručením omezeným J. Walter a spol. s r.o. a ta se stěhuje v roce 1913 do nové továrny o zastavěné ploše 4060 m2 postavené v Jinonicích u Prahy. V roce 1912 začal Walter vyrábět typ D s novým motorem, když předtím podnikl s touto tříkolkou typu D úspěšnou propagační a zároveň obchodní cestu do Kyjeva. V roce 1913 začíná společnost J. Walter a spol. vyrábět i automobily Walter W I, W II a W III, čímž se příběh tříkolek Walter začíná zvolna naplňovat. Po vypuknutí I. světové války je výroba tříkolek Walter ukončena.
Licenci na výrobu tříkolek včetně rozpracovaných dílů prodal Walter po I. světové válce firmě Šibrava (Jaroslav Šibrava, Praha VII – Holešovice, Vltavská 866). Ty byly vybaveny dvouválcovým motorem o objemu 1248 cm³ a byly stavěly se ve dvou- i čtyřsedadlovém provedení (faeton, coupé, taxík) vč. nákladní verze. První stroje Šibrava vystavil již na pražské automobilové výstavě v roce 1921. Tříkolky pojmenované Trimobil byly firmou Šibrava v letech 1921–1925 vyráběny ponejvíce v nákladní verzi.
V letech před I. světovou válkou si Waltrova továrna nemohla stěžovat na nedostatek zákazníků. Všechny její výrobky – jak motocykly tak i tříkolky a později i automobily – byly prodány dříve, než byly dokončeny. Ani autosalony nečinily výjimku a u všech vystavovaných vozidel se vždy hned první den skvěly tabulky „prodáno“. Brzy se tříkolky staly ideálem tehdejších motoristů pro přijatelnou cenu, nízké provozní náklady, možnost dopravy více osob, spolehlivost a vynikající jízdní vlastnosti. Bylo to skutečně lidové rodinné vozítko. V období 1910 až 1914 bylo vyrobeno a prodáno 220 tříkolek, jiné zdroje uvádějí, že jich bylo vyrobeno téměř 900 kusů.

## Typy tříkolek
Tato vozidla měla jedno kolo vpředu a dvě vzadu. Tříkolky se ovládaly dlouhou řídící tyčí s ovládacími prvky, která ovládala přední, řízené kolo a zadní náprava byla osazena dvěma koly. Konstrukci stroje navrhl sám Josef Walter společně s mladým inženýrem ing. Vladimírem Tobkem. I před zavedením elektrických spouštěčů mohla být kýmkoliv roztlačena a uvedena v chod. 

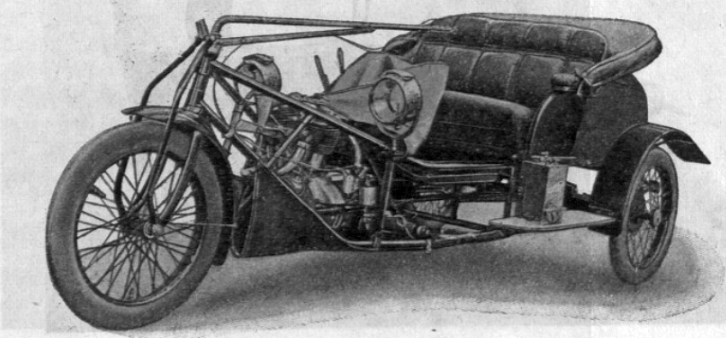
Tříkolka Walter C2 (1910)

### Walter C2/C4
První dvousedadlová tříkolka Walter typ C2 (1910) měla vzduchem chlazený dvouválcový motor do V o zdvihovém objemu 1022 cm³ (vrtání 85 mm, zdvih 90 mm). V roce 1911 byl používán motor o zdvihovém objemu 1056 cm³ (vrtání 82 mm, zdvih 100 mm).  Řetězový pohon z motocyklu byl nahrazen kloubovým hřídelem. Poháněna byla zadní náprava. Motor vyráběný již od roku 1907 měl automatické sací ventily s dekompresorem, zapalování odtrhovacím magnetem Bosch a karburátor vlastní konstrukce Walter. Dvoustupňová převodovka s lamelovou spojkou tvořily jeden blok s velkými setrvačníky. Více lamelová spojka běžela v olejové lázni. S tímto motorem cestovní stroje o výkonu 5,1 kW/7 k při 1200 ot/min dosahovaly rychlosti 50–70 km/h při spotřebě paliva 8,0-8,5 l/100 km. Tuhý příhradový rám z trubek nesl neodpruženou vidlici předního kola a zavěšenou tuhou zadní nápravu s půleliptickými péry a s kuželovým soukolím, tří satelitovým diferenciálem a vnitřními čelisťovými, bubnovými brzdami působícími na zadní kola. Brzda byla ovládána nožním pedálem. Pro přenos síly na zadní nápravu byl použit kardanův hřídel. V rukojetích řídící páky byla mimo ručního ovládání brzd umístěna páčka ručního plynu a páčka pro regulaci předstihu zapalování. Karoserie byla redukována pouze na ochranu nohou přidanou pokrývkou, za příplatek z kůže. Palivová nádrž pojala 44 litrů benzínu, olejová 7 litrů oleje. Kola byla drátová, pneumatiky měly rozměr 700x83 mm. Tříkolka na délku měřila 2670 mm, na šířku 1400 mm, na výšku 1300 mm. Rozchod kol byl 1200 mm, rozvor náprav 1825 mm a hmotnost činila 280 kg. Cena tříkolky v roce 1911 základního modelu činila 3350 K Za příplatek byly k dodání pneumatiky Semperit a kožené potahy sedadel. Základní cena tohoto typu byla 3950 K.

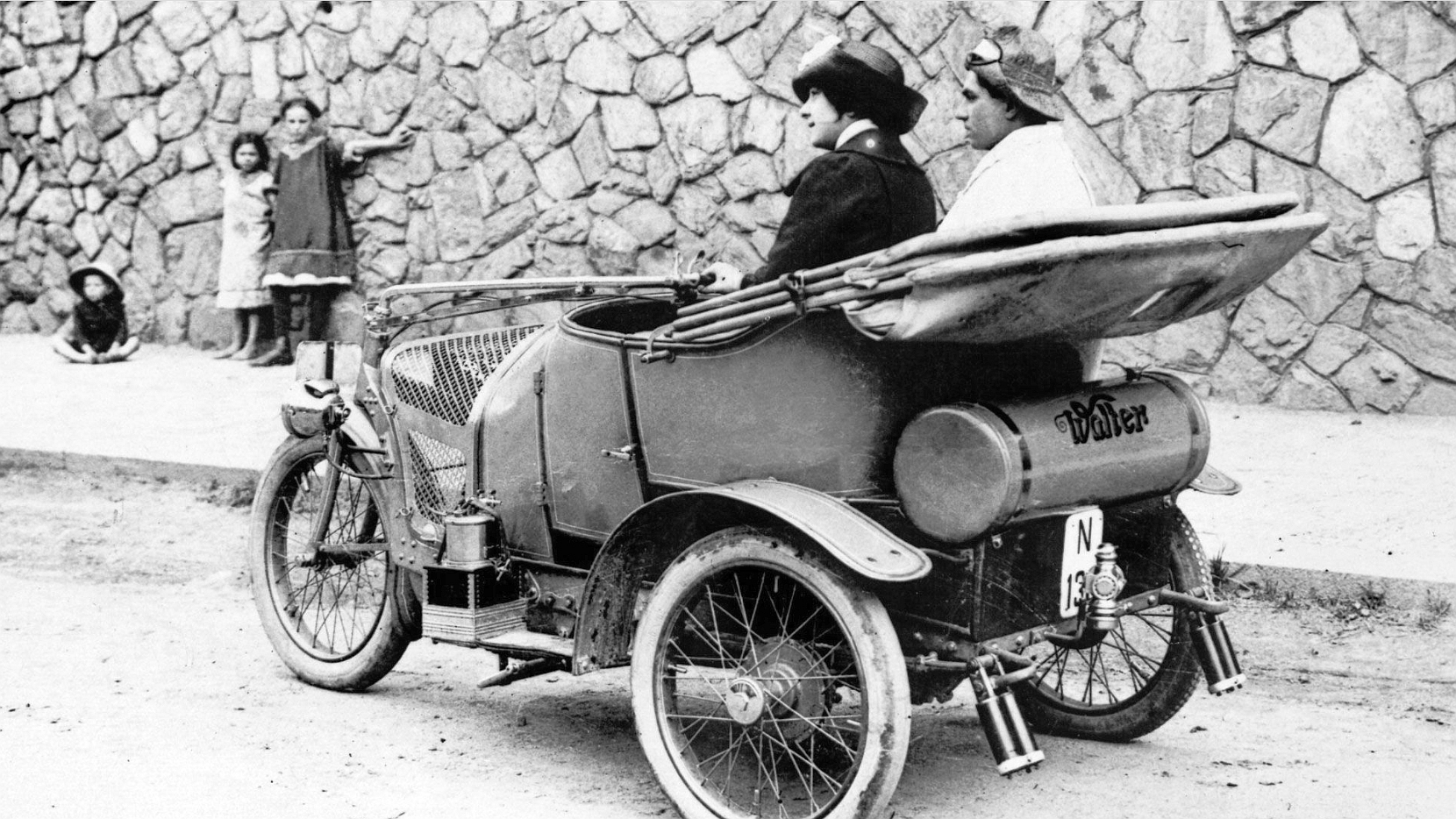
Tříkolka Walter D (1912)

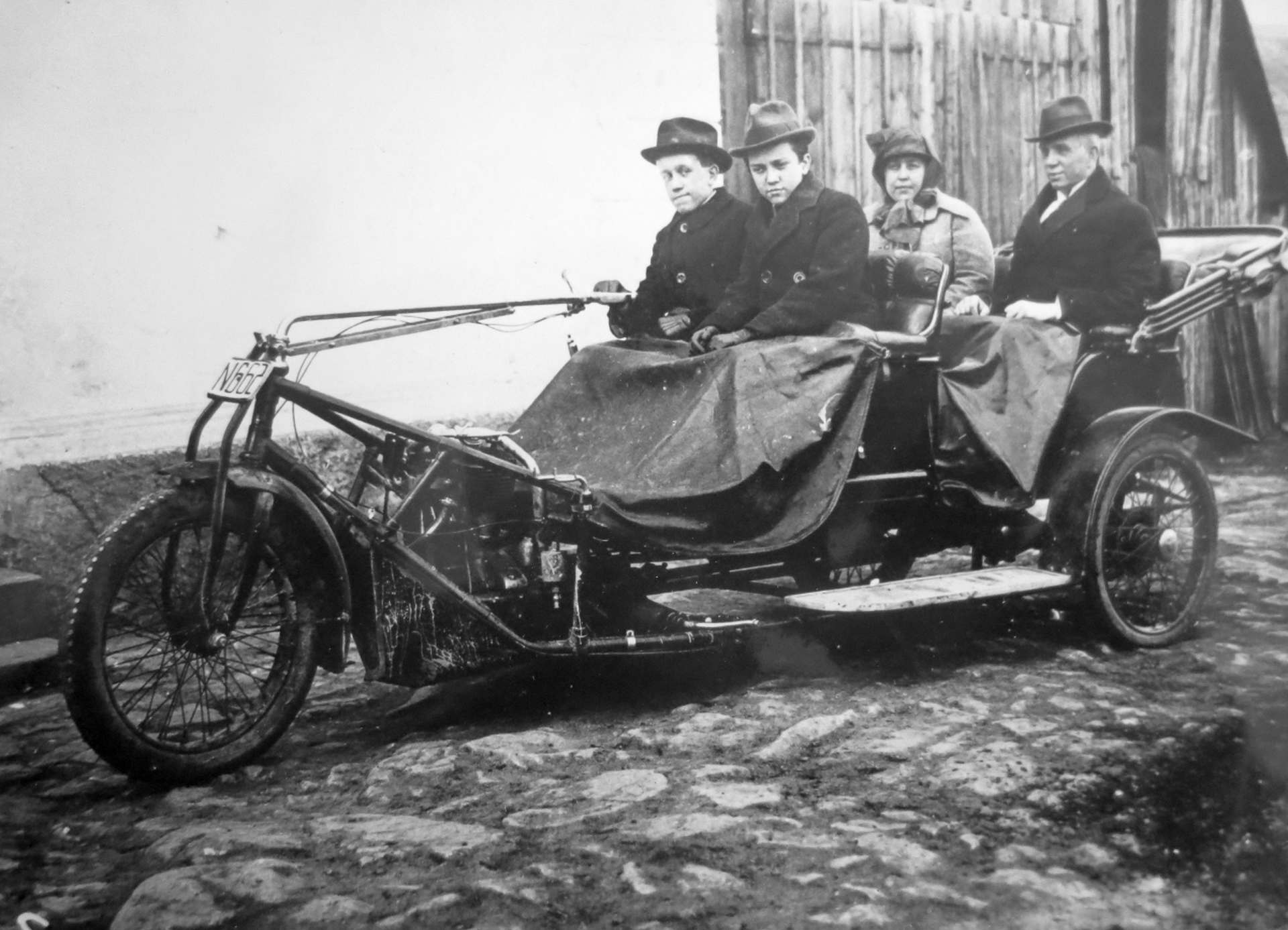
Rodina Kumperova na čtyřsedadlové tříkolce Walter z roku 1912

Tato tříkolka zaznamenala na trhu nečekaný zájem, a proto Walter připravil ještě v roce 1910 čtyřmístný typ C4 se zvětšeným rozvorem a motorem o výkonu 5,9 kW/8 k. Mazání motoru ruční pumpičkou z nádrže bylo zachováno z modelu C2. Motor měl kuželovou spojku s koženým obložením. Na levém boku motoru se nacházela roztáčení klika s kuželovým převodem na předlohu převodovky. Kloubový hřídel přenášel točivý moment na kuželové soukolí tuhé zadní nápravy s diferenciálem a bubnovými, expanzními brzdami. Na export byly tyto tříkolky vybavovány převodovkou se zpětným chodem. Rozchod kol byl zvětšen na 1260 mm a rozvor na 2510 mm, čímž se délka tříkolky prodloužila na 3300 mm. To dovolilo i použití delších zadních per pro měkčí pérování. Za příplatek se dodávalo osvětlení zadní poznávací značky, zvedák, montážní páky a pneumatiky Semperit s „hřeby“, aby se na měkkém či blátivém povrchu zabránilo protáčení kol. Tyto tříkolky se prodávaly za 4950 K.

### Walter CN/CNK
Jednalo se o nákladní tříkolku s motorem z typu C, která byla poprvé představena veřejnosti na Pražské výstavě automobilní v dubnu 1912, na stánku č. 36. Zadní sedadla byla nahrazena skříňovou nástavbou. Zesílený rám tříkolky byl kombinací ocelových mannesmannových trubek natvrdo spájených mosaznou pájkou s temperovanou litinou. Benzínová nádrž byla nad zadní nápravou jako u modelu C. Převodovka byla již třístupňová se zpětným chodem. Tento dodávkový model získal značnou oblibu u drobných živnostníků. Využíval se pro rychlou přepravu zboží především potravin, piva, mléka, zeleniny a ovoce na trhy a do prodejen. Byla i vyzdvižena možnost opatřovat skříňovou část tříkolky reklamními nápisy, které pak jsou na očích tisícům a tisícům obyvatel denně. Cena tříkolky typu CN s nosností 200 kg činila 3850 korun a silnějšího CNK o nosnosti 250 kg 4475 K.

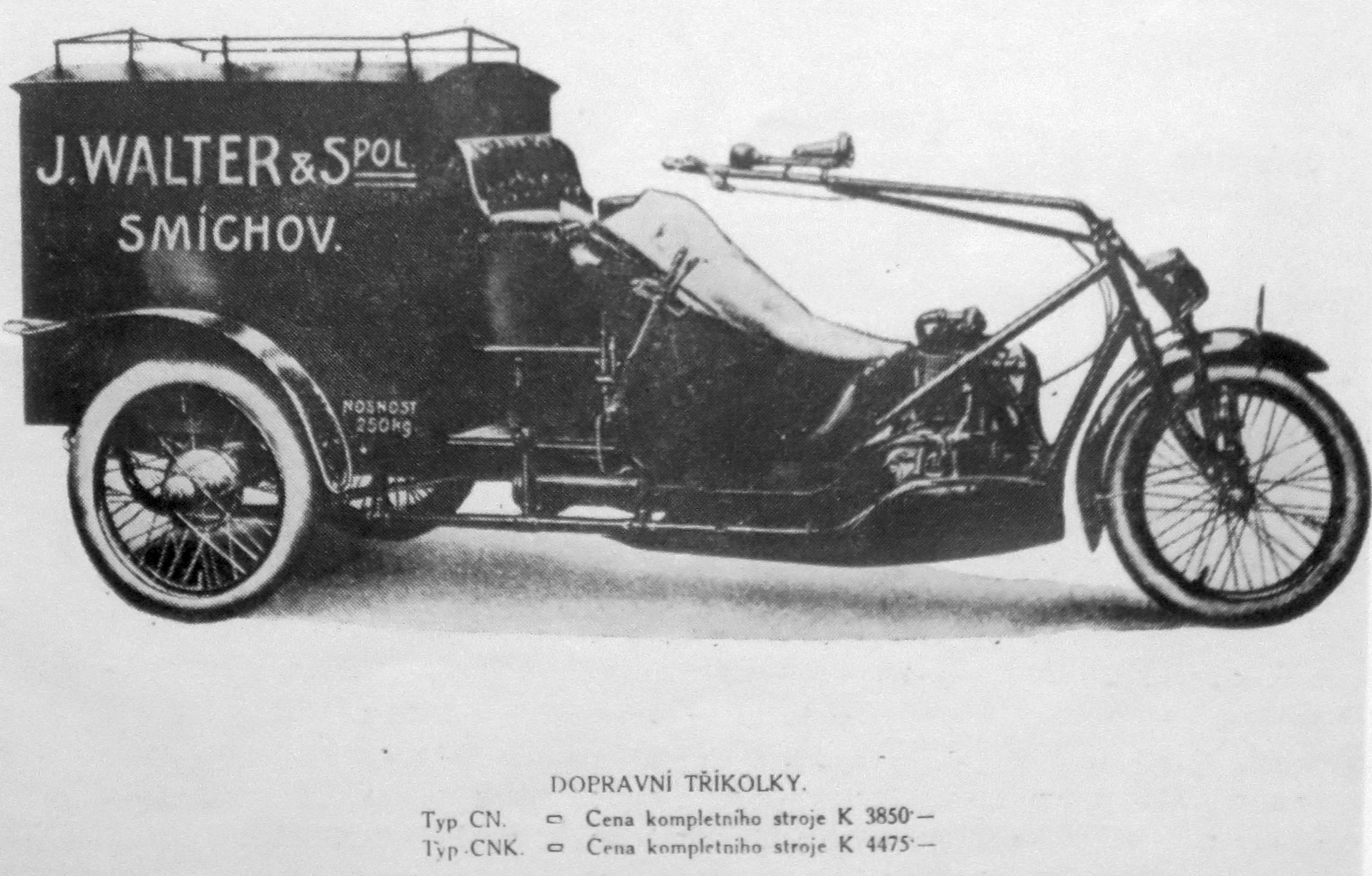
Tříkolka Walter CNK (1913)

### Walter D
Verze tříkolky typu C zaznamenaly na trhu nečekaný zájem, a proto Walter připravil dvou- a čtyřmístný model s novým motorem a se zvětšeným rozvorem.Tento stroj byl ve výrobě od roku 1912. Motor byl čtyřtaktní vzduchem chlazený dvouválec do V se zdvihovým objemem 1248 cm³ (vrtání 85 mm, zdvih 110 mm) a výkonem 6,6 kW/9 k, později až 8,8 kW/12 k. Chlazení motoru podporoval ventilátor umístěný mezi válci. Uspořádání bloku motoru s převodovkou a řešení zadní nápravy bylo zachováno, nožní brzda však působila na převody a ruční brzda na zadní kola. Kola byla drátová s pneumatikami se záhybem o rozměrech 700x85 mm značky Reinhofer nebo Continetal. Na nýtovaný podvozek z ocelových U-profilů se montovaly osobní i užitkové nástavby. Převládaly čtyřmístné otevřené nebo částečně kryté karoserie. Karoserie byla nazývána „Princ Jindřich“ a byla nesena na rámu z ocelových profilů. Zvýšená hmotnost stroje si vyžádala montovat i teleskopické odpružení přední vidlice. Převodovka byla dvourychlostní, u některých strojů určených na export už byla třístupňová převodovka a zpátečka. Poslední verze typu D měla již čtyřstupňovou převodovku navíc se zpáteční rychlostí a pohon z motoru na zadní hnanou nápravu přenášel kardanový hřídel. Tříkolka typu D již byla částečně kapotovaná, v přední části před řidičem a případným pasažérem. Prodávala se za 3600 Kč.

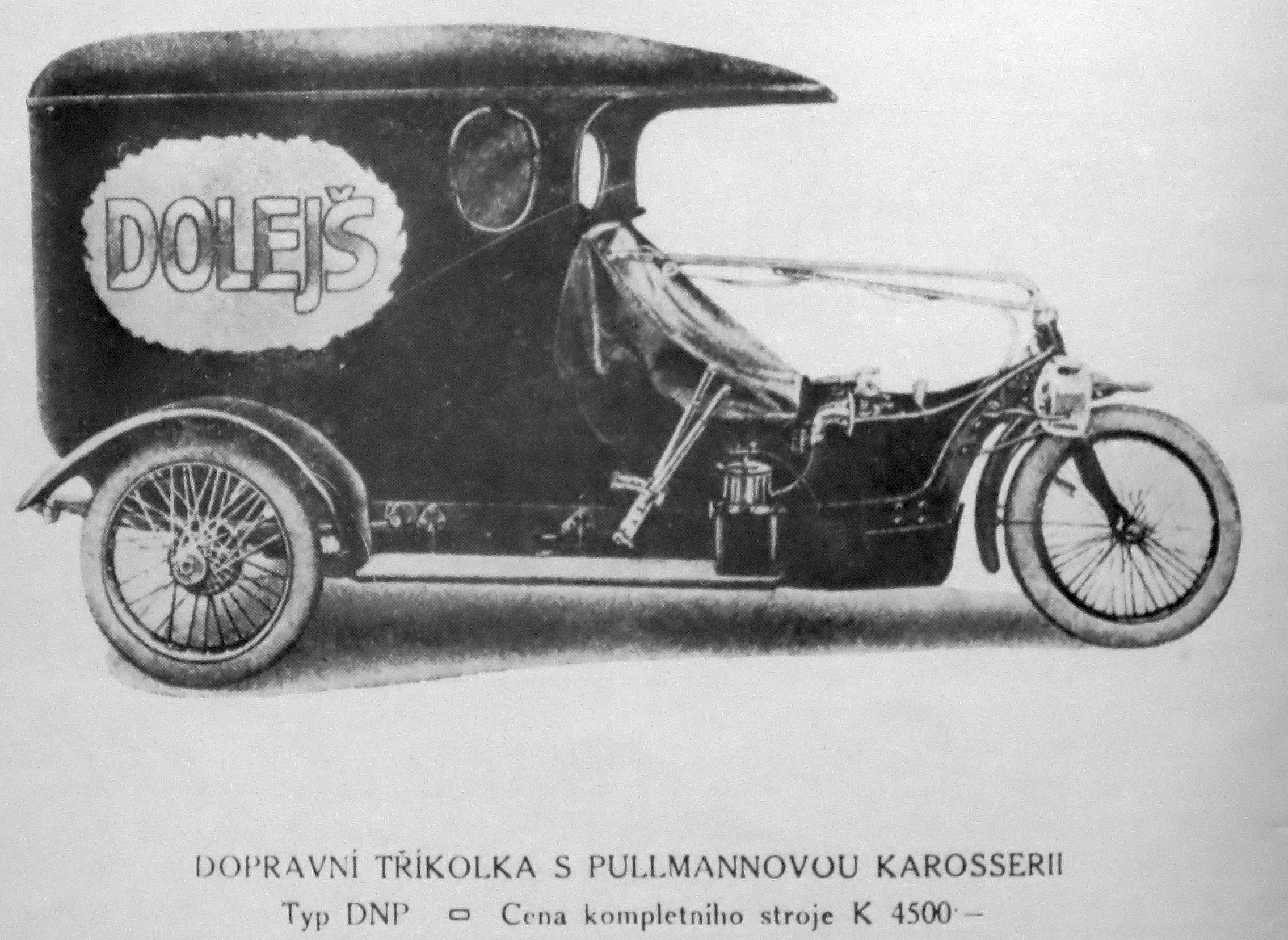
Tříkolka Walter DNP (1913)

### Walter DNP
Tato dopravní tříkolka byla vybavena tzv. Pullmannovou karoserií. Prodávala se za 4500 K, v čemž bylo zahrnuto obvyklé příslušenství (houkačka, 2 olejničky), nástroje, náhradní díly a nářadí mj. hever, montovací páky, 5 druhů klíčů, šroubováky, kleště, nožní hustilka, smirkové plátno na zabroušení ventilů, řemen na větrák se spojkou, pružinky k výfukovému a sacímu ventilu atd.

## Sportovní úspěchy
Přestože se tyto tříkolky nestavěly pro sportovní účely, tak je Walter stejně jako motocykly vyslal brzo do závodních podniků. Před I. světovou válkou startovaly tříkolky v soutěži Praha–Tábor–Písek, závodech do vrchu Zbraslav–Jíloviště (vítězství v kategorii tříkolek 1913) , na závodech mezi 19. a 23. km na silnici Praha–Dobříš (v kategorii dvousedadlových i čtyřsedadlových tříkolek) atd. 
V roce 1910 se uskutečnil závod motorek Českého klubu automobilistů na dobříšské silnici mezi 19. a 23. kilometrovníkem. V 5. kategorii (motorky s přívěsem) prvá čtyři místa obsadili jezdci F. Matzka, K. F. Jeřábek a Budyňský a Z. Rüdiger. Až na 5. místě skončil R. Kožený na stroji Puch. V 6. kategorii (tříkolky) startovaly pouze Waltry, o prvenství si to rozdali Viktor Fehrer a sám Josef Walter. Zvítězil o necelých 5 vteřin Fehrer.
V roce 1911 na 2. ročníku závodu do vrchu Zbraslav–Jíloviště, který se jel 17. dubna, ve společném závodě motorek s přívěsem a tříkolek zvítězil Josef Růžko na motocyklu Walter s přívěsným vozíkem. Národní listy vyslovily v komentáři politování, že se na startu neobjevily motorové tříkolky smíchovského konstruktéra Waltera, které „tak mrštně překonávají vrchy“. V motocyklovém závodě na dobříšské silnici mezi kilometrovníky 19 a 23, který se konal 13. října 1912, dosáhla firma Walter ojedinělého úspěchu a obsadila svými stroji první místa ve všech 7 kategoriích. Ve 4. kategorii s přívěsným vozíkem zvítězil Karel Slavík, v 5. kat. A. šlechtic z Lehmannů, v dvouválcových tříkolkách do vrtání 80 mm (6. kat.) zvítězil Ed. Endel a v 7. kat. (dvouválce s vrtáním nad 80 mm) zvítězil ing. Vladimír Tobek. Zvláště byla oceněna jízda Karla Slavíka se spolujezdcem Švábem (4. kat.). Odvážný společník Šváb totiž napomáhal rychlému vzetí zatáček nakláněním se, ba dokonce viselť i úplně ven.

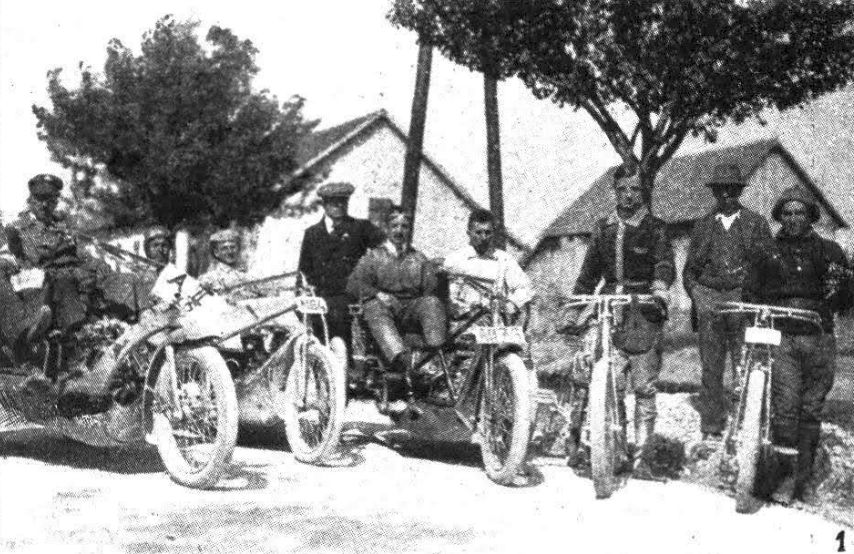
Závod do vrchu Riederberg, 1. června 1913, tým Walter zleva: 3 tříkolky Walter (ing. Vladimír Tobek, A. Hunek, Homola) a 2 motocykly Walter Typ B (Dr. Jaroslav Zátka, Klement Adamec)

První startem v roce 1913 byla účast na 3. ročníku závodu Zbraslav–Jíloviště. Ing. Vladimír Tobek se spolujezdcem – mechanikem Jindřichem Knappem vyhráli 13. dubna v čase 7:31,4 min třídu tříkolek (VI. kategorie). V roce 1913 dobyly tříkolky Walter řadu úspěchů v zahraničí, v císařském Německu a Dolních Rakousích. Tovární jezdec Ing. Vladimír Tobek uspěl v závodech kolem Chiemského jezera, zvítězil 1. června 1913 na závodu do vrchu Riederberg u Vídně a dosáhl nejlepšího času mezi cyclecary. Zde startovaly 3 tříkolky Walter, na 2. místě v tříkolkách skočil A. Hunek a Homola dojel na 3. místě). Waltrovy tříkolky zvítězily i v jízdě kolem Dolních Rakous. Řidič Hunek zvítězil v červenci ve třídě cyclecarů v jízdě kolem Semmeringu a dále získal cenu Vídeňského Nového Města (Wiener Neustadt) při závodě kolem Vídně. Na podzim v závodě motorek na dobříšské silnici mezi 19. a 23. km obsadil konstruktér ing. Josef Plocek (již zaměstnanec firmy Walter) přestože při závodě 26. října 1913 panovala silná mlha, 3. místo. Pro úplnost je nutno dodat, že v této kategorii (i v kategorii dvousedadlových tříkolek) startovaly pouze stroje Walter a obsadily v obou kategoriích prvá čtyři místa. V dvousedadlových strojích vyhrál Klement Adamec před Böhmem, Radou a před vášnivým motocyklistou a sportovním redaktorem Vilémem Heinzem. Ve čtyřsedadlovkách vyhrál Biskup před Kohlíkem, Plockem a Vojtěchem. Všichni startovali na tříkolkách Walter.
Týden před X. pražským autosalonem 5. dubna 1914, ve 4. ročníku závodu do vrchu Zbraslav–Jíloviště v kategorii tříkolek obsadil K. Biskup na Waltru 3. místo za dvěma stroji Phänomobil. V „předvečer“ I. světové války (28. června 1914), v den sarajevského atentátu, se uskutečnil závod automobilů na trati Plzeň–Třemošná. Továrna Waltrova dobyla dvou prvních cen. V tříkolkách získal vítězství na Walteru místní sportovec p. Císař a v cestovních automobilech do 1,25 l objemu vyhrál Klement Adamec na voze Walter W-I.
Ještě po I. světové válce se tříkolky Walter objevovaly v závodech do vrchu. Na prvním poválečném ročníku závodu do vrchu Zbraslav-Jíloviště (5. ročník, 22. května 1921) zvítězil v kategorii cyclecarů do 1100 ccm Jaroslav Šibrava, bývalý zaměstnanec továrny Walter, který od tohoto roku začal tříkolky Walter vyrábět v licenci pod názvem Trimobil. Na podzim (7. října 1921) se jel klubovní závod do Andělských schodů, uspořádaný Klubem cyklistů a automobilistů Praha 1883 na státní silnici Praha-Dobříš mezi Voznicí (358 m n. m.) a cílem 467 m n. m. nedalo Kytína u Mníšku pod Brdy. V kategorii tříkolek na postarších tříkolkách Walter zvítězil ing. Vladimír Tobek před Rabasem na stejném stroji, třetí skončil na Trimobilu Šibrava jezdec Prokop. Ještě při závodě do vrchu Lochotín-Třemošná pořádaném 16. září 1923 v kategorii dvousedadlových cyclecarů obsadil plzeňský František Křesťan 2. místo za Arnoštem Dietzem na Salmsonu.

## Galerie

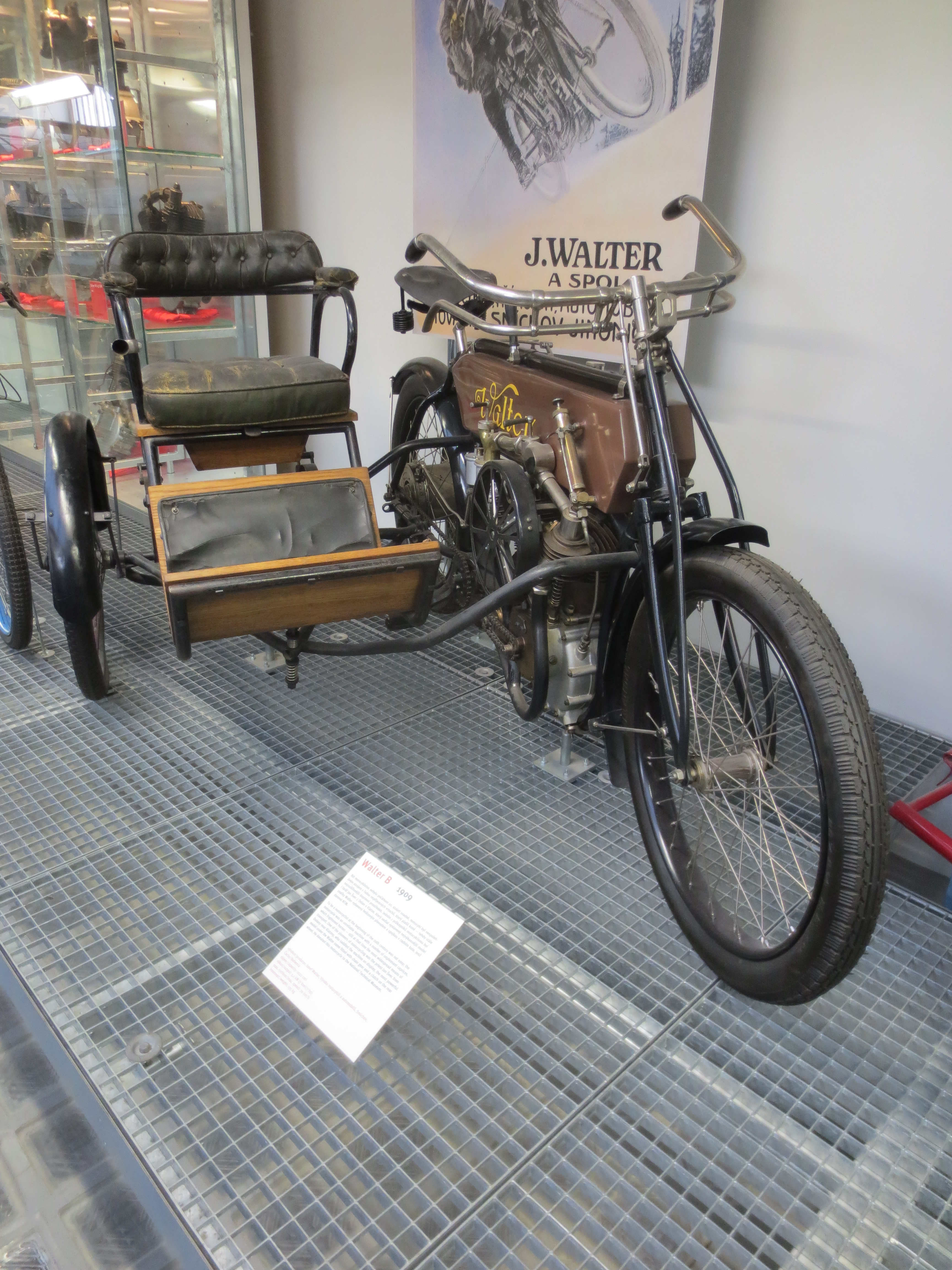
Walter Typ B s přívěsným vozíkem (1909) vystavený v NTM v Praze
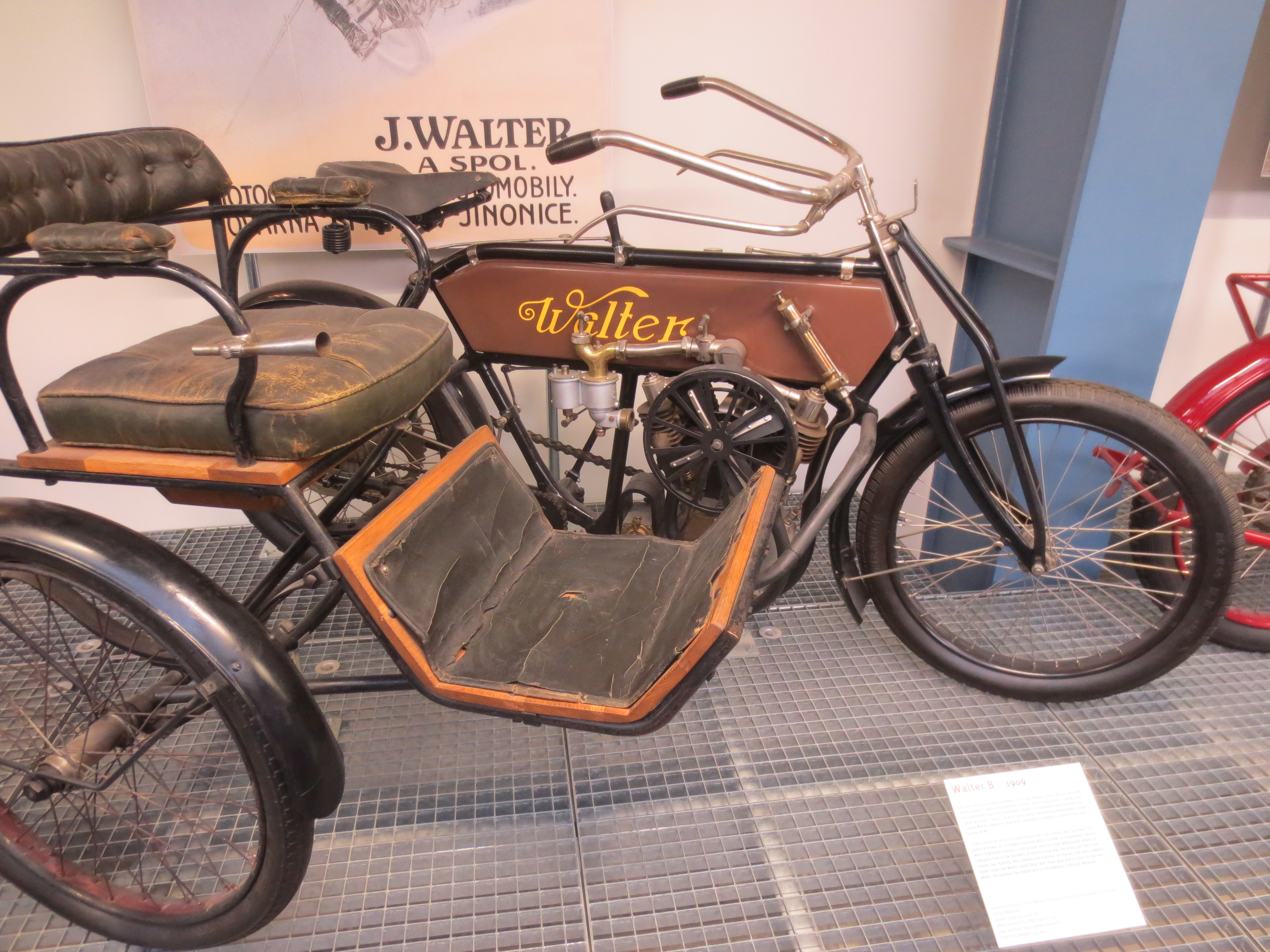
Walter Typ B s přívěsem (NTM 2018)
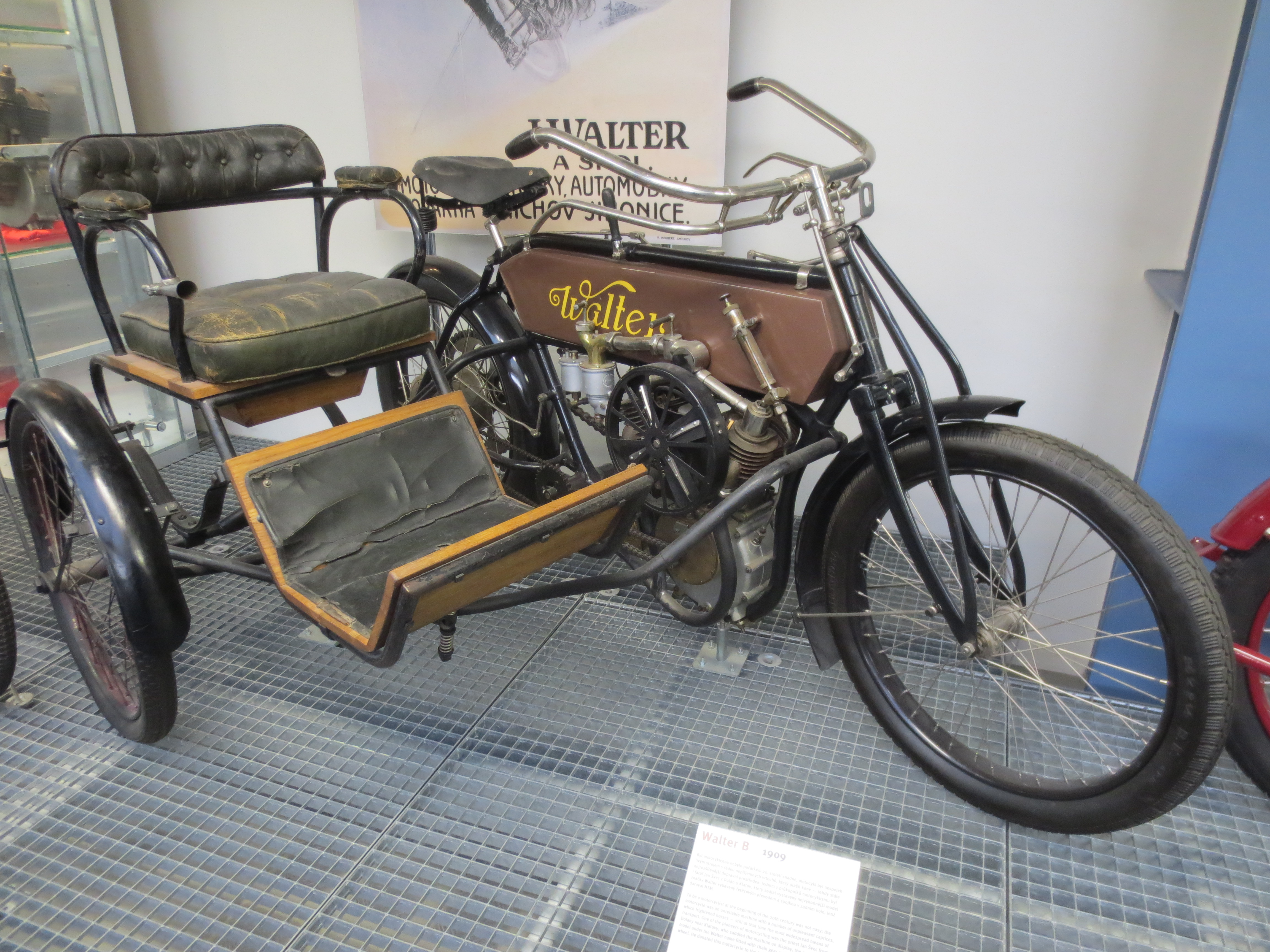
Motocykl Walter Typ B s přívěsným vozíkem
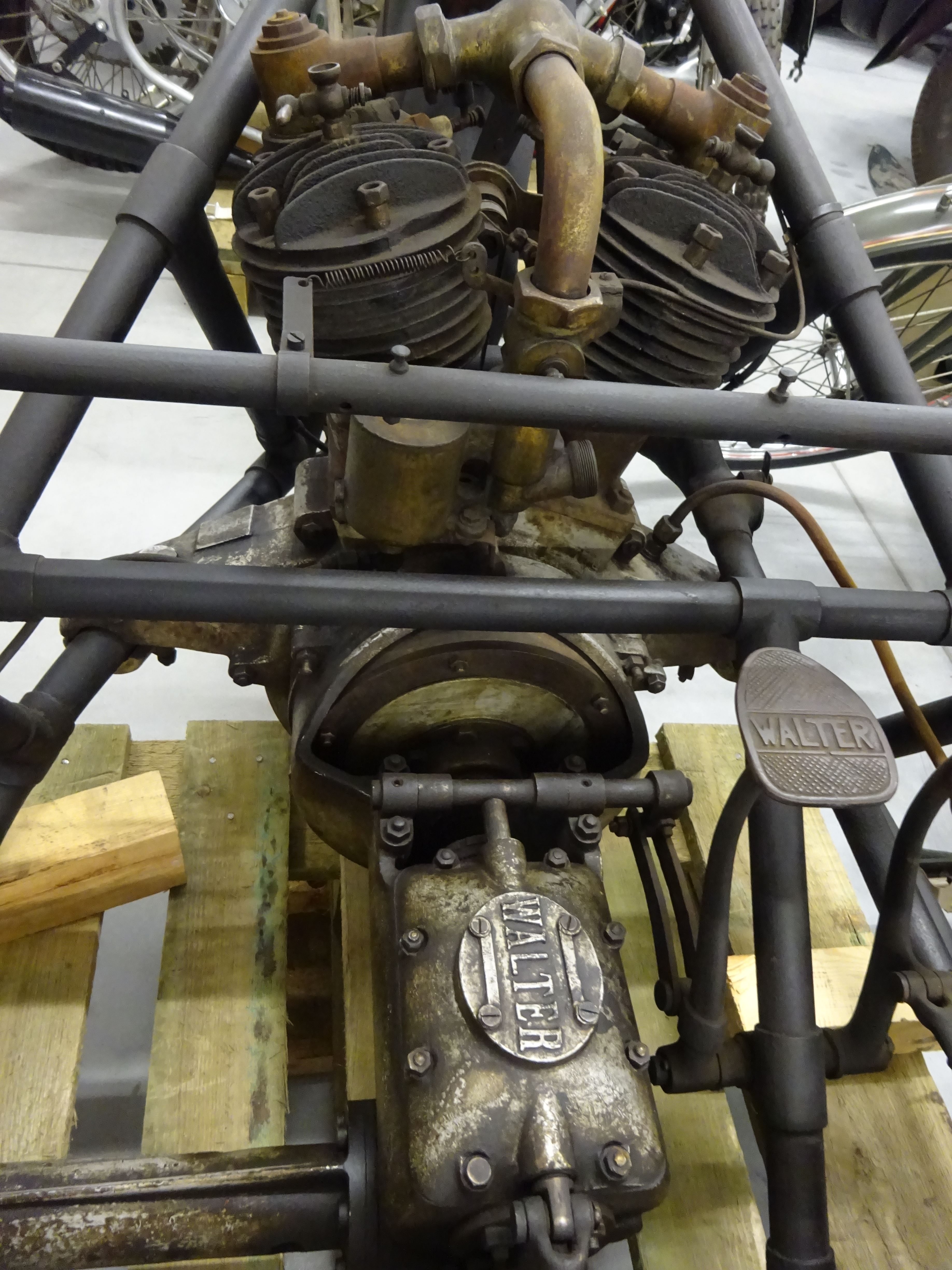
Tříkolka Walter C2, motor s převodovkou v trubkovém rámu (1911)
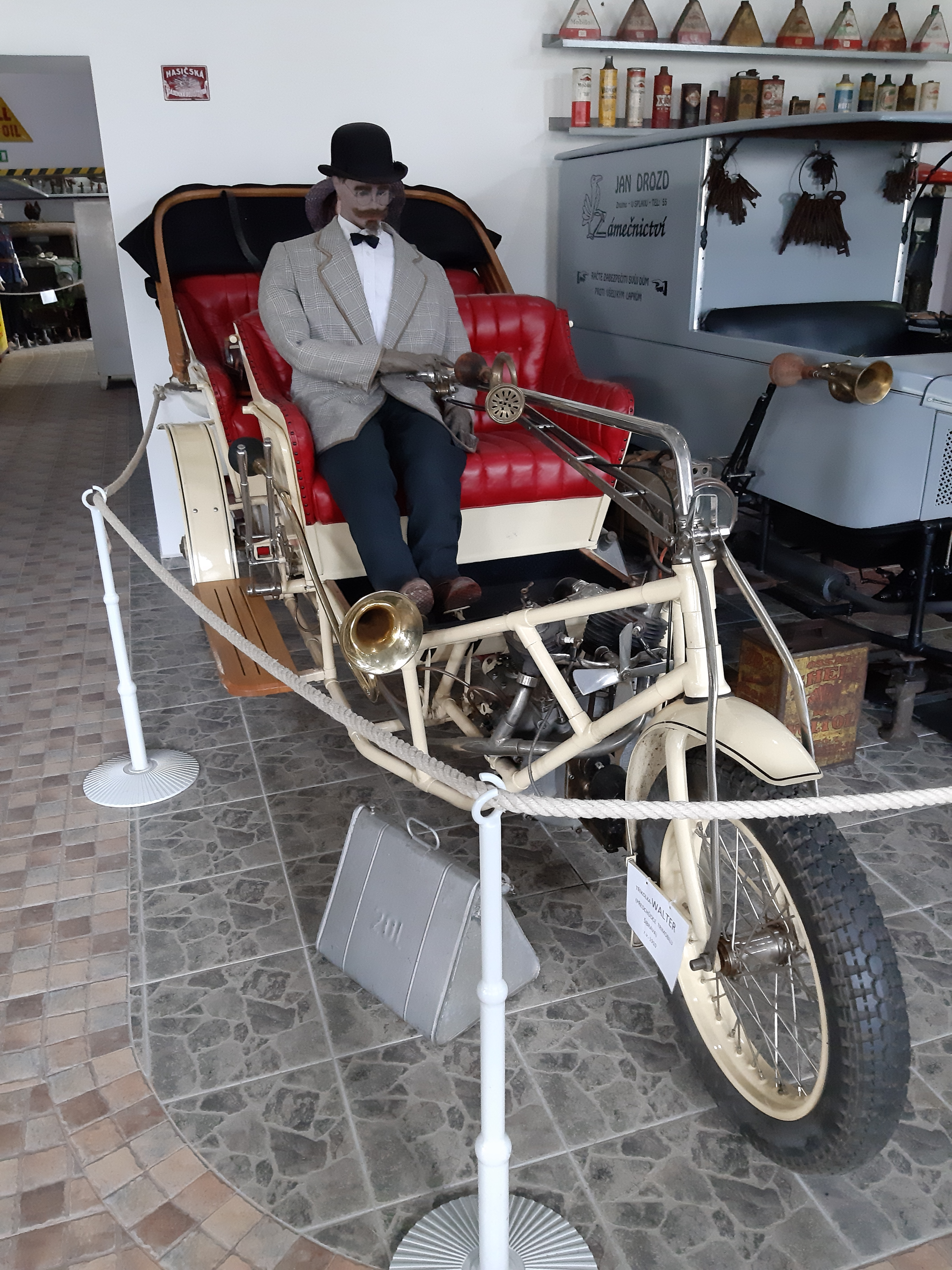
Tříkolka Walter v Muzeu motorismu ve Znojmě
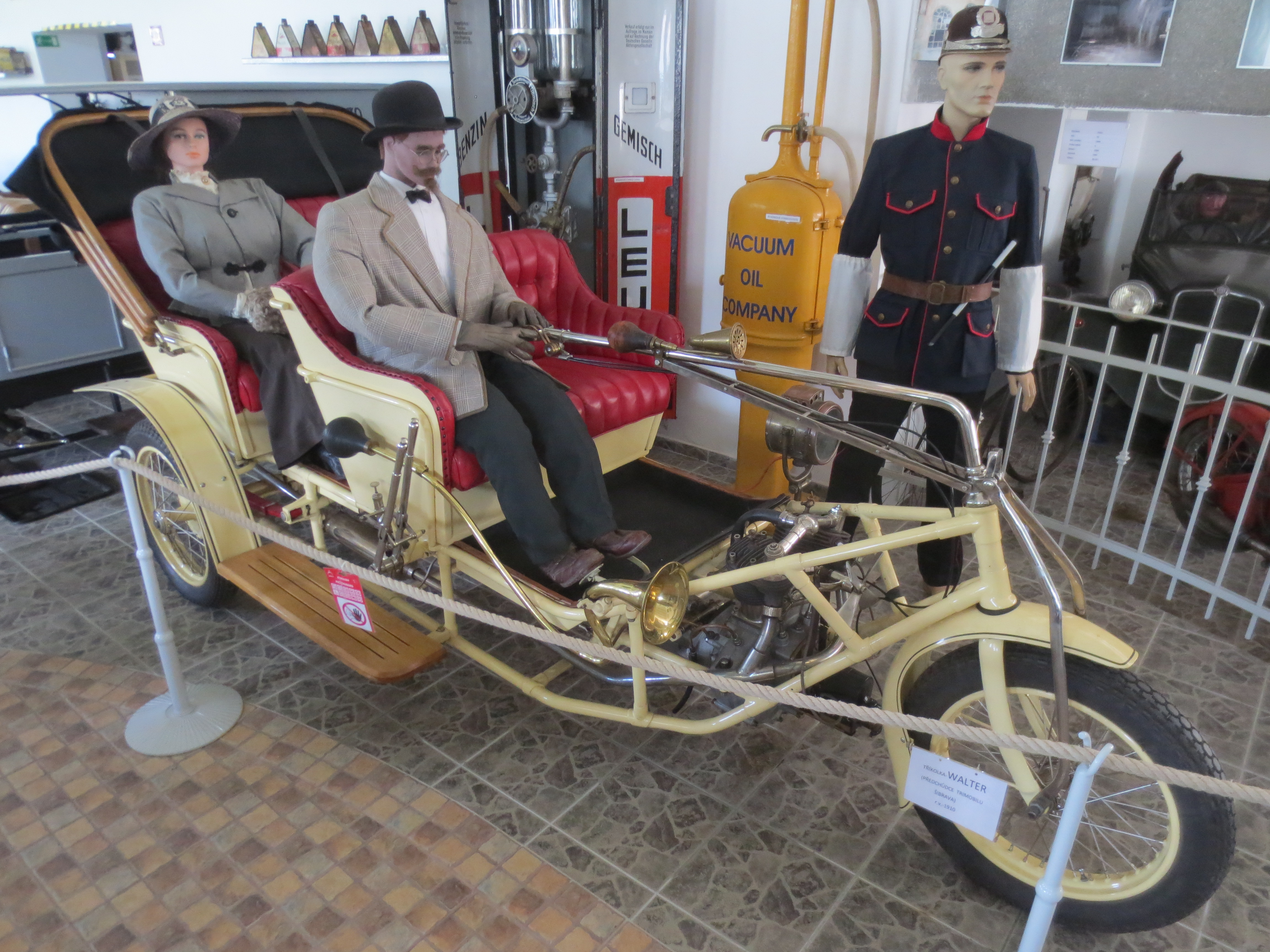
Čtyřsedadlová tříkolka Walter (Znojmo 2019)
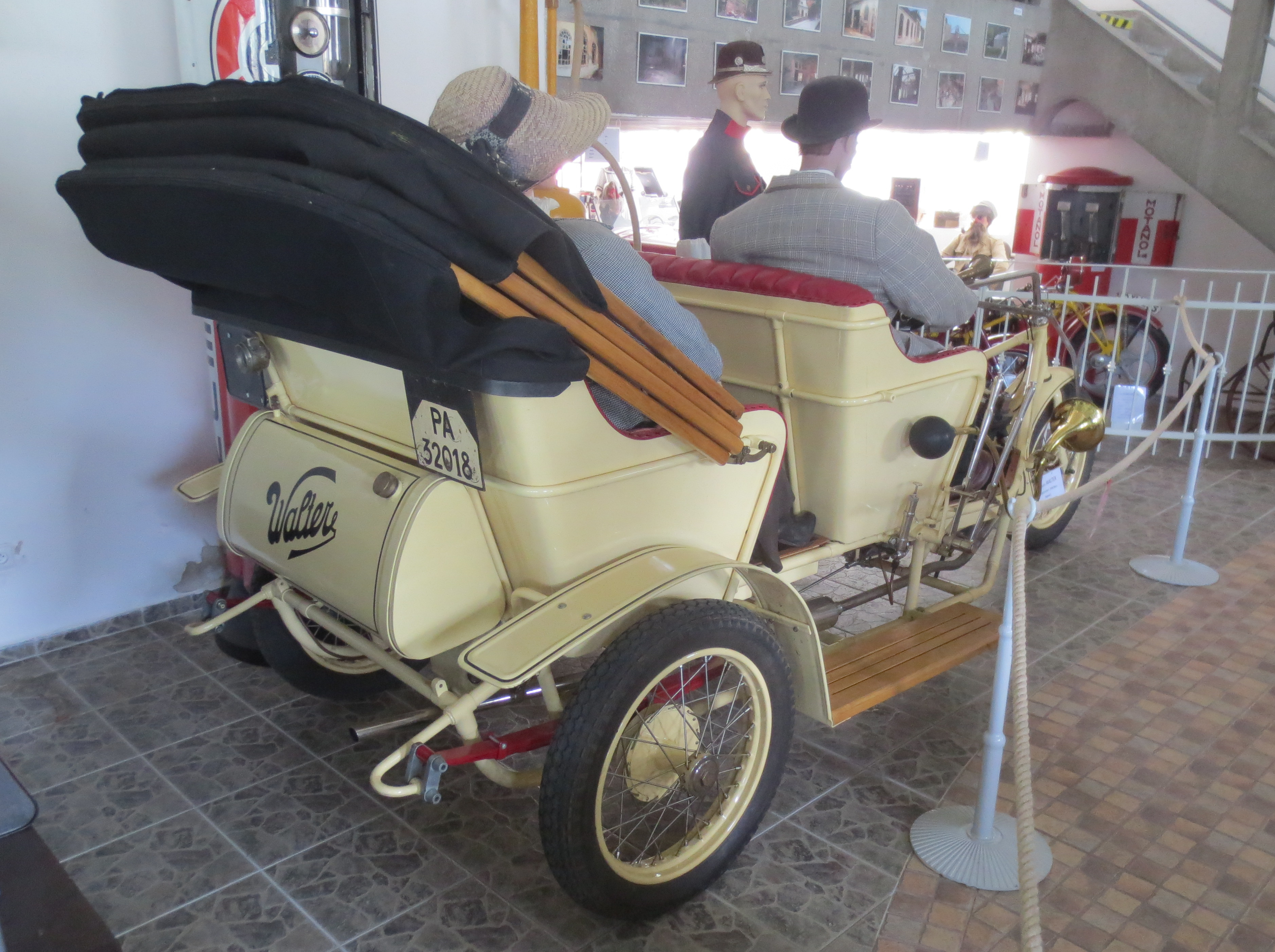
Tříkolka Walter (1910)